# Progressive Conservative Party of Ontario
Die Progressive Conservative Party of Ontario (französisch Parti progressiste-conservateur de l’Ontario), auch als Ontario PC Party bekannt, ist eine konservative Partei in der kanadischen Provinz Ontario. Zwar ist die Partei ideologisch ähnlich ausgerichtet wie die Konservative Partei Kanadas, doch sind die beiden Parteien organisatorisch unabhängig. Nach den Wahlen im Februar 2025 stellten die Progressiv-Konservativen 80 von 124 Abgeordneten in der Legislativversammlung von Ontario und mit Doug Ford den Premierminister.

## Geschichte
Die konservative Partei entstand aus der liberal-konservativen Koalition der Provinz Kanada heraus, die ab 1854 von John A. Macdonald und George-Étienne Cartier angeführt wurde. Daraus entstand 1867 die konservative Partei Ontarios, angeführt von John Sandfield Macdonald, dem ersten Premierminister der neuen Provinz. Nach der Wahlniederlage 1871 wandten sich die katholischen und nicht-englischstämmigen Wähler von der Partei ab, die in der Folge immer stärker vom Oranierorden abhängig wurde. Die Konservativen wandten sich gegen die staatliche Förderung katholischer Schulen, gegen Sprachenrechte der Franko-Ontarier und gegen zu starke Einwanderung. 1893 wurde das Parteimitglied George Ryerson in die Legislativversammlung von Ontario gewählt.
Nach 33 Jahren in der Opposition stellten die Konservativen mit James Whitney wieder den Premierminister, der einen progressiven Kurs verfolgte. Seine Regierung gründete die Elektrizitätsgesellschaft Ontario Hydro, erließ aber auch das umstrittene Reglement 17, das den Schulunterricht in französischer Sprache stark einschränkte (nach Protesten wurde der Entscheid schließlich rückgängig gemacht). 1919 verloren die Konservativen gegen die United Farmers of Ontario, konnten aber ab 1923 wieder die Regierung stellen. 1934 erlitten sie gegen die Ontario Liberal Party eine schwere Wahlniederlage, da die Regierung sich als unfähig erwiesen hatte, die sozialen Folgen der Weltwirtschaftskrise zu meistern.
1942 erfolgte die Umbenennung der Partei in Progressive Conservative Party of Ontario. Aufgrund parteiinterner Flügelkämpfe der Liberalen wurden die Konservativen 1943 wieder wählerstärkste Partei und stellten bis 1985 ununterbrochen die Regierung. Unter John Robarts begann sich die Partei immer stärker für Bürgerrechte einzusetzen, die ablehnende Haltung gegenüber der französischsprachigen Minderheit wurde aufgegeben. Der am längsten regierende konservative Premierminister war Bill Davis, der ab 1971 während 14 Jahren die Regierung anführte. Aufgrund ihrer Machtkonzentration und Dominanz wurde die Partei auch als Big Blue Machine („Große blaue Maschine“) bezeichnet. Unter Davie rückte die Partei mehr zur Mitte und vertrat bisweilen sogar liberalere Positionen als die Ontario Liberal Party.
Nach Davis’ Rücktritt 1985 richtete sein Nachfolger Frank Miller die Partei wieder stärker nach rechts aus, verlor aber nach knapp vier Monaten ein Misstrauensvotum. Die Konservativen waren die nächsten zehn Jahre in der Opposition. Zunächst stellten die Liberalen die Regierung, ab 1990 die Ontario New Democratic Party. Die Progressive Conservative Party rutschte in der Wählergunst auf den dritten Platz ab.

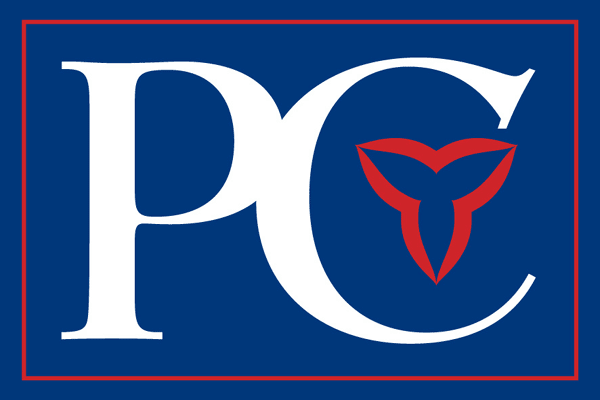
Logo 2006–2010

Bei den Wahlen 1995 gelang es Mike Harris, die Partei mit einem neokonservativen Programm wieder zur wählerstärksten Partei zu machen. Sein klarer Wahlsieg wird verschiedentlich auch als Common Sense Revolution („Revolution des gesunden Menschenverstands“) bezeichnet. Harris’ Regierungszeit war von zahlreichen finanziellen Problemen, Streiks und Protesten begleitet. 2002 trat er zurück und überließ Ernie Eves das Amt des Premierministers, der im darauf folgenden Jahr die Wahlen deutlich verlor.

## Wahlergebnisse
Ergebnisse bei den Wahlen zur Legislativversammlung:
| Jahr | Anzahl Sitze | Sitze total | Anteil |
| ---- | ------------ | ----------- | ------ |
| 1867 | 82           | 41          | k. A.  |
| 1871 | 82           | 38          | k. A.  |
| 1875 | 88           | 35          | k. A.  |
| 1879 | 88           | 29          | k. A.  |
| 1883 | 88           | 37          | k. A.  |
| 1886 | 90           | 32          | k. A.  |
| 1890 | 91           | 39          | k. A.  |
| 1894 | 94           | 30          | k. A.  |
| 1898 | 94           | 42          | k. A.  |
| 1902 | 98           | 48          | k. A.  |
| 1905 | 98           | 69          | k. A.  |
| 1908 | 106          | 86          | k. A.  |
| 1911 | 106          | 83          | k. A.  |
| 1914 | 111          | 84          | 55,3 % |
| 1919 | 111          | 25          | 34,9 % |
| 1923 | 111          | 75          | 49,8 % |
| 1926 | 112          | 72          | 57,6 % |
| 1929 | 112          | 90          | 58,8 % |
| 1934 | 90           | 17          | 39,8 % |
| 1937 | 90           | 23          | 40,0 % |

| Jahr | Sitze total | Gew. Sitze | Stimmen   | Anteil  |
| ---- | ----------- | ---------- | --------- | ------- |
| 1943 | 90          | 38         | k. A.     | 35,7 %  |
| 1945 | 90          | 66         | k. A.     | 44,3 %  |
| 1948 | 90          | 53         | k. A.     | 41,5 %  |
| 1951 | 90          | 79         | k. A.     | 48,5 %  |
| 1955 | 98          | 83         | k. A.     | 48,5 %  |
| 1959 | 98          | 71         | k. A.     | 46,3 %  |
| 1963 | 108         | 77         | k. A.     | 48,9 %  |
| 1967 | 117         | 69         | k. A.     | 42,3 %  |
| 1971 | 117         | 78         | k. A.     | 44,5 %  |
| 1975 | 125         | 51         | k. A.     | 36,1 %  |
| 1977 | 125         | 58         | k. A.     | 39,7 %  |
| 1981 | 125         | 70         | k. A.     | 44,4 %  |
| 1985 | 125         | 52         | 1.343.044 | 37,0 %  |
| 1987 | 130         | 16         | 931.743   | 24,7 %  |
| 1990 | 130         | 20         | 944.564   | 23,5 %  |
| 1995 | 130         | 82         | 1.870.110 | 44,8 %  |
| 1999 | 103         | 59         | 1.978.059 | 45,1 %  |
| 2003 | 103         | 24         | 1.559.181 | 34,7 %  |
| 2007 | 107         | 26         | 1.398.857 | 31,6 %  |
| 2011 | 107         | 37         | 1.527.959 | 35,4 %  |
| 2014 | 107         | 28         | 1.506.267 | 31,3 %  |
| 2018 | 124         | 76         | 2.324.742 | 40,5 %  |
| 2022 | 124         | 83         | 1.912.057 | 40,82 % |
| 2025 | 124         | 80         | 2.158.452 | 42,97 % |

## Parteivorsitzende
| Name                     | Vorsitz   | Premier   |
| ------------------------ | --------- | --------- |
| John A. Macdonald        | 1854–1867 | 1856–1857 |
| John Sandfield Macdonald | 1862–1864 | 1862–1864 |

| Name                     | Vorsitz   | Premier   |
| ------------------------ | --------- | --------- |
| John Sandfield Macdonald | 1867–1871 | 1867–1871 |
| Matthew Crooks Cameron   | 1871–1878 |           |
| William Ralph Meredith   | 1879–1894 |           |
| George Frederick Marter  | 1894–1896 |           |
| James Whitney            | 1896–1914 | 1896–1914 |
| William Howard Hearst    | 1914–1919 | 1914–1919 |
| Howard Ferguson          | 1919–1930 | 1923–1930 |
| George Stewart Henry     | 1930–1936 | 1930–1934 |
| William Earl Rowe        | 1936–1938 |           |
| George Drew              | 1938–1942 |           |

| Name           | Vorsitz             | Premier   |
| -------------- | ------------------- | --------- |
| George Drew    | 1942–1948           | 1943–1948 |
| Thomas Kennedy | 1948–1949 (interim) | 1948–1949 |
| Leslie Frost   | 1949–1961           | 1949–1961 |
| John Robarts   | 1961–1971           | 1961–1971 |
| Bill Davis     | 1971–1985           | 1971–1985 |
| Frank Miller   | 1985–1986           | 1985      |
| Larry Grossman | 1986–1987           |           |
| Andy Brandt    | 1987–1990 (interim) |           |
| Mike Harris    | 1990–2002           | 1995–2002 |
| Ernie Eves     | 2002–2004           | 2002–2003 |
| John Tory      | 2004–2009           |           |
| Bob Runciman   | 2009 (interim)      |           |
| Tim Hudak      | 2009–2014           |           |
| Jim Wilson     | 2014–2015 (interim) |           |
| Patrick Brown  | 2015–2018           |           |
| Doug Ford      | seit 2018           | seit 2018 |